# Alice Matějková
Alice Matějková Honhová (* 11. ledna 1969, Hořovice) je španělská diskařka. Původně reprezentovala svou rodnou zemi Česko. Její osobní rekord v hodu je 62,66 metru, kterého dosáhla v červnu 1997 v Kladně.
Na mistrovství světa juniorů v roce 1986 skončila sedmá a na Světovém poháru IAAF v roce 2002 osmá. V letech 1991, 1993 a 1997 soutěžila na mistrovství světa a v letech 1996, 2000 a 2004 také na olympijských hrách, aniž by se dostala do finále.

## Soutěže
| Rok                           | Soutěž                        | Místo                           | Umístění                      | Událost                       | Poznámky                      |
| Reprezentovala Československo | Reprezentovala Československo | Reprezentovala Československo   | Reprezentovala Československo | Reprezentovala Československo | Reprezentovala Československo |
| ----------------------------- | ----------------------------- | ------------------------------- | ----------------------------- | ----------------------------- | ----------------------------- |
| 1986                          | Mistrovství světa juniorů     | Athény, Řecko                   | 7.                            | Hod diskem                    | 48,48 m                       |
| 1991                          | Mistrovství světa             | Tokio, Japonsko                 | 25.                           | Hod diskem                    | 53,22 m                       |
| Reprezentovala Česko          |                               |                                 |                               |                               |                               |
| 1993                          | Univerziáda                   | Buffalo, Spojené státy americké | 11.                           | Vrh koulí                     | 14,61 m                       |
| 1993                          | Univerziáda                   | Buffalo, Spojené státy americké | 10.                           | Hod diskem                    | 56,00 m                       |
| 1993                          | Mistrovství světa             | Stuttgart, Německo              | 28.                           | Hod diskem                    | 53,86 m                       |
| 1994                          | Mistrovství Evropy            | Helsinky, Finsko                | 21.                           | Hod diskem                    | 54,14 m                       |
| 1996                          | Olympijské hry                | Atlanta, Spojené státy americké | 15.                           | Hod diskem                    | 60,72 m                       |
| 1997                          | Mistrovství světa             | Athény, Řecko                   | 17.                           | Hod diskem                    | 58,96 m                       |
| Reprezentovala Španělsko      |                               |                                 |                               |                               |                               |
| 2000                          | Olympijské hry                | Sydney, Austrálie               | 28.                           | Hod diskem                    | 54,19 m                       |
| 2001                          | Středomořské hry              | Radès, Tunisko                  | 4.                            | Hod diskem                    | 56,23 m                       |
| 2002                          | Mistrovství Evropy            | Mnichov, Německo                | 13.                           | Hod diskem                    | 56,18 m                       |
| 2004                          | Iberoamerické mistrovství     | Huelva, Španělsko               | 3.                            | Hod diskem                    | 57,58 m                       |
| 2004                          | Olympijské hry                | Athény, Řecko                   | 36.                           | Hod diskem                    | 55,37 m                       |